# Inoue Taki
Inoue "Taki" Takacsiho (japánul: 井上 隆智穂; Kóbe, 1963. szeptember 5. –) japán autóversenyző.

## Pályafutása
1988-ban a brit Formula–Ford, majd 1989-től 1993-ig a japán Formula–3-as bajnokságban versenyzett. 1994-ben a nemzetközi Formula–3000-es sorozatban szerepelt. Míg csapattársa, Vincenzo Sospiri rendre az élmezőnyben ért célba, addig Taki pont nélkül zárt a táblázaton.

### Formula–1

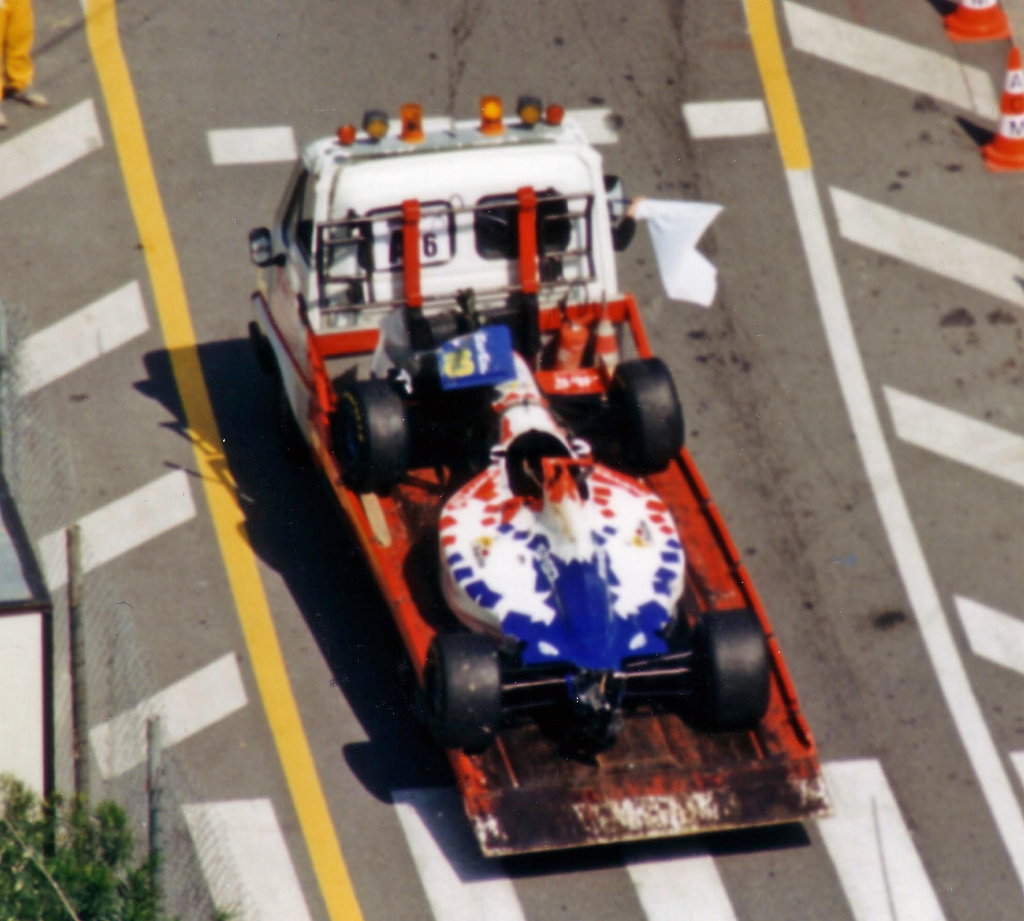
Taki sérült autója az 1995-ös monacói nagydíj edzésén

Jó ismeretség fűzte Nick Wirth-hez. A brit Wirth 1994-ben megalapította saját Formula–1-es csapatát, a Simteket. Amikor a kiscsapat megszorult anyagilag, lehetőség nyílt Inoie előtt, hogy fizetős versenyzőként részt vegyen az alakulat autójában a japán nagydíjon. Hiába volt számára ismert a hazai pálya, az időmérő edzésen így is több mint három másodperccel lassabb volt csapattársánál, David Brabhamnél. A futamon aztán kicsúszott, és nem ért célba. A következő évben a szezon összes versenyén részt vett az Arrows pilótájaként. Az év folyamán leginkább az autóversenyzésben ritkán tapasztalt eseményekkel hívta fel magára a figyelmet. A monacói nagydíj edzésén elfékezte magát, és kifutott a pályáról. Megkérte a biztonságiakat, hogy az edzés végeztével autóját vontassák be a depóba. Vontatás közben azonban nem csatolta be a biztonsági övet, és amikor a biztonsági autó utolérte, nekiment az Arrows farának. Inoue nem sérült meg komolyabban. Érdekesség, hogy a biztonsági autót a többszörös rali-világbajnoki futamgyőztes Jean Ragnotti vezette. A magyar futamon újra egy kirívó esettel került a figyelem központjába. A 14. körben motorhiba miatt félreállt. Kiszállt a versenyautóból, majd miután látta, hogy a motortérből füst ömlik odaszaladt egy pályabíróhoz poroltóért. Futás közben nem vette észre az autóval érkező segítőket, és a biztonsági személyzet autója kis sebességgel elütötte.
A 96-os szezonra is megpróbált csapatot találni magának. Megpróbálkozott a Tyrrell alakulatánál, de ott végül honfitársa, Katajama Ukjó kapott lehetőséget. A Minardi csapatához is bekerülhetett volna, azonban egy jelentős szponzora kilépett mögüle, így az olasz csapat inkább a fiatal Giancarlo Fisichellát szerződtette helyette.
Az autosport.com 2013 februárjában megszavazta a legutóbbi 20 év legrosszabb pilótájának. Mikor meglátta a szavazást, magára voksolt és így reagált: „Nem kérdés, ki volt minden idők legrosszabb Formula–1-es, versenyzője!! Egyértelműen én, Inoue Taki”.

## Eredményei

### Teljes Formula–1-es eredménylistája
(Táblázat értelmezése)

(Félkövér: pole-pozícióból indult; dőlt: leggyorsabb kört futott) 

| Év   | Csapat   | 1      | 2      | 3      | 4      | 5      | 6     | 7      | 8      | 9      | 10     | 11     | 12    | 13     | 14     | 15     | 16     | 17     | Helyezés | Pont |
| ---- | -------- | ------ | ------ | ------ | ------ | ------ | ----- | ------ | ------ | ------ | ------ | ------ | ----- | ------ | ------ | ------ | ------ | ------ | -------- | ---- |
| 1994 | Simtek   | BRA    | PAC    | SMR    | MON    | ESP    | CAN   | FRA    | GBR    | GER    | HUN    | BEL    | ITA   | POR    | EUR    | JPN Ki | AUS    |        | –        | 0    |
| 1995 | Footwork | BRA Ki | ARG Ki | SMR Ki | ESP Ki | MON Ki | CAN 9 | FRA Ki | GBR Ki | GER Ki | HUN Ki | BEL 12 | ITA 8 | POR 15 | EUR Ki | PAC Ki | JPN 12 | AUS Ki | –        | 0    |